# Língua yaniuwa
A língua Yaniuwa (também Yanyula, Anyula) é falada pelo povo Yanyuwa nas proximidades do assentamento Borroloola (em Yanyuwa burrulula) no Território do Norte (Austrália). O Yanyuwa, como muitas das línguas aborígenes da Austrália, é um complexo idioma aglutinativo, cuja gramática inclui um conjunto de dezesseis classes de substantivos, que implicam concordâncias diversas, complexas e numerosas,  com verbos, adjetivos, pronomes, etc. O Yaniuwa é uma língua ergativa-absolutiva.

## Gramática

### Classes de Substantivos
Yanyuwa tem 16 classes de substantivos, distinguíveis entre si por prefixoss. Em alguns casos, prefixos diferentes são usados, dependendo de que fala, se é homem ou mulher.
‘0’ na tabela a seguir indica que no caso não há prefixo. Nas classes 2, 8 e 14 da tabela (m) e (h) significam respectivamente – falado por mulher, falado por homem.
| #  | prefixo                                            | classe                            | exemplo                                                               |
| -- | -------------------------------------------------- | --------------------------------- | --------------------------------------------------------------------- |
| 1  | rra-/a-                                            | fêmea humana)                     | rra-bardibardi "senhora de idade"                                     |
| 2  | nya- (falado por mulher) ‘‘0’’- (falado por homem) | macho humano)                     | (m)nya-malbu (h)malbu "senhor de idade"                               |
| 3  | rra-/a-                                            | feminino                          | a-karnkarnka "água de peito branco"                                   |
| 4  | ‘0’-                                               | masculino                         | nangurrbuwala "canguru das colinas"                                   |
| 5  | ma-                                                | comida (exceto carne)             | ma-ngakuya "fruto de cicadófita"                                      |
| 6  | na-                                                | árvores e derivados               | na-wabija "bastão p/ cavar"                                           |
| 7  | narnu-                                             | abstratos                         | narnu-wardi "maldade"                                                 |
| 8  | prefixos pronominais possessivos                   | partes do corpo                   | nanda-wulaya "cabeça dela”, (m)niwa-wulaya (h)na-wulaya "cabeça dele" |
| 9  | ‘0’-                                               | familiares                        | kajaja "pai, papai"                                                   |
| 10 | diversos prefixos pronominais                      | parentes próximos - formal        | angatharra-wangu "minha esposa"                                       |
| 11 | diversos prefixos pronominais                      | parentes bem mais jovens - formal | karna-marrini "filho de minha filha"                                  |
| 12 | diversos prefixos (ou sufixos) pronominais         | parentes adquiridos - formal      | rra-kayibanthayindalu "tua nora"                                      |
| 13 | rri- dual e li- plural                             | grupo humano                      | li-maramaranja "excelentes caçadores de dugongos"                     |
| 14 | rra-/a-, nya-. ‘0’-                                | nomes pessoais                    | rra-Marrngawi, (m)nya-Lajumba (h)Lajumba                              |
| 15 | rra-/a- / ‘0’-                                     | nome de cerimônias                | rra-Kunabibi, Yilayi, rra-Milkathatha                                 |
| 16 | ‘0’-                                               | nome de locais                    | Kandanbarrawujbi, Burrulula, Wathangka                                |

Notas:
rra- é uma forma mais formal de prefixo para fêmea/feminino muitas vezes usada quando se quer solicitar algo;, a- é a forma formal mais usada, no dia-a-dia; Há uma única palavra em rra-ardu "moça, menina", na qual o prefixo é sempre usado, é inerente à palavra. Objetiva-se distinguir claramente da palavra do ”falar dos homens” ardu "rapaz, menino", a qual é dita nya-ardu pelas mulheres.

### Homem e mulher
Yanyuwa tem uma pouquíssimo usual característica dentre as línguas, pois há dialeto diferentes para o modo de falar de Homens e Mulheres no nível morfológica. O único momento em que os homens usam a “linguagem das mulheres” é quando se dirigem a elas, ocorrendo o processo vice versa.
Ver como se diz, por exemplo “O menininho desceu para o rio para ver o irmão dele”:
(mulher) nya-buyi nya-ardu kiwa-wingka waykaliya wulangindu kanyilu-kala nyikunya-baba.
(homem) buyi ardu ka-wingka waykaliya wulangindu kila-kala nyiku-baba.

## Estilos de conversação
Em Yanyuwa, algumas palavras apresentam diferentes formas, sinônimos, que são usados em situações culturais diversas.

### Parentes
O modo de falar com alguns parentes próximos e mesmo com agregados (parentescos oriundos de casamento) é usado quando as pessoas falam com alguns parentes:  irmãos (ãs) e primos (as) do sexo oposto; irmão, irmã, sogro e sogra; sobrinhos e sobrinhas se o pai deles (fala de homem) ou mão deles (fala de mulher) houver morrido. Ocasionalmente, o falar com parentes toma formas com diferentes afixos daqueles da conversação normal, mas geralmente só varia o vocabulário.
Exemplo: Na conversação normal o “bastão para cavar” é chamado na-wabija, mas quando se fala com os familiars citados acima a palavra é  na-wulungkayangu.
Um exemplo dessa diferença está nas frases para “Ele está indo para o fogo para cozinhar a comida”:
- Parentesco: Ja-wuynykurninji ki-bujibujilu runungkawu ma-wulyarri.
- Normal: Ja-wingkayi ki-buyukalu wubanthawu ma-ngarra.

### Rituais
Outro vocabulário é usado durante cerimônias e rituais religiosos. Muitas dessas palavras são sagradas e mantidas como segredos dos iniciados.
Exemplo: Na conversação normal o dingo é chamado wardali, mas nos rituais sagrados, a palavra usada é yarrarriwira. Esse é um dos termos cuja forma sagrada é conhecida pelo grande público Yaniuwa, bem como outros usados para animais e plantas.

### Ilhas
Quando estão no Grupo Insular Sir Edward Pellew, que faz parte dos territórios Yanyuwa, esses nativos usam outro vocabulário, diverso do usado no continente australiano. Essa diferença entre o falar insular e o continental é bem maior que as diferenças entre outros tipos de linguagem.
Exemplo: Quando no continente, a palavra para pescar é wardjangkayarra, mas quando nas ilhas, a palavra é akarimantharra.